# Les Cayes
Les Cayes (en crioll haitià: Okay) és una comuna d'Haití situada al districte de Les Cayes, del departament del Sud. El matí del 14 d'agost de 2021 un poderós terratrèmol de 7,2 a l'escala de Richter va sacsejar el sud del país i va afectar directament a tota la comuna, amb un resultat de nombrosos ferits, morts i danys materials.

## Història
Fou fundada pels francesos el 1726 sobre el despoblat espanyol de «Salvatierra de la Sabana» (1503-1540).

## Seccions
Està format per les seccions de:
- Bourdet
- Fonfrède
- Laborde (que abasta el barri de Laborde)
- Laurent
- Mercy
- Boulmier

## Demografia
| Gràfica d'evolució demogràfica de Les Cayes entre 2009 i 2015 |
|                                                               |

Les dades demogràfiques contemplades en aquest gràfic de la comuna són estimacions que s'han agafat del 2009 al 2015 de la pàgina de l'Institut Haitià d'Estadística i Informàtica (IHSI).

## Personatges destacats
- André Rigaud, general de la Revolució haitiana.
- John James Audubon, ornitòleg i pintor.
- Lysius Salomon, president d'Haití.
- Pierre Théoma Boisrond-Canal, president d'Haití.
- Bella Dutton, tennista.